# Hôtel d'Évreux
El Hôtel d'Évreux es una antigua mansión privada ubicada en la esquina noroeste de la place Vendôme, contiguo al hotel Crozat y el Hôtel de Fontpertuis en el 1 distrito de París.
Fue construido entre 1706 y 1708, por el arquitecto Pierre Bullet detrás de una fachada diseñada según los planos del arquitecto Jules Hardouin-Mansart, para el financiero Antoine Crozat.
Propiedad de Crédit Foncier de France durante mucho tiempo, el complejo inmobiliario representado por este hotel, así como el Hôtel des Vieux, el Hôtel Castanier y el pabellón Cambon, fue adquirido en 2003 por Tamim ben Hamad Al Thani, Emir de Catar. El hotel está cerca del Ritz Paris, ubicado en los antiguos hoteles de Gramont y Crozat.
Ahora alberga las oficinas de París del bufete de abogados White & Case, así como las áreas de recepción de la empresa de catering Potel et Chabot.

## Historia

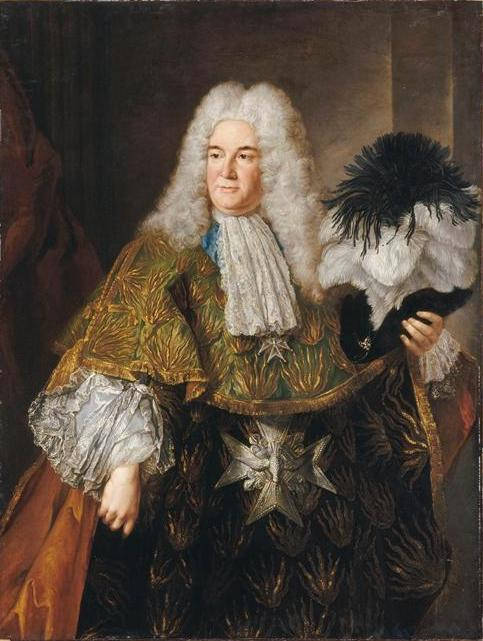
antoine crozat

En 1700, el terreno fue adquirida por el financiero Pierre Louis Reich de Pennautier, síndico general del clero y tesorero de los Estados de Languedoc.
En 1706, Antoine Crozat, antiguo secretario de Pennautier, le compró los terrenos no edificados, así como su cargo de tesorero. Este último, habiéndose enriquecido considerablemente con el comercio con el Nuevo Mundo, pasa entonces, según una palabra de Saint-Simon, por « uno de los hombres más ricos de París ».
Crozat, ya en 1703, ya aprovechaba la operación inmobiliaria de la plaza adquiriendo el terreno contiguo al n. 17, donde hizo construir a Pierre Bullet su residencia urbana, el Hôtel de Crozat. Al comprar este terreno colindante, el financiero pretendía construir un hotel, con vistas a ofrecérselo a su hija, Marie-Anne Crozat, con motivo de su matrimonio con el Conde de Évreux. Luego volvió a contratar al arquitecto Pierre Bullet, para construir este nuevo hotel entre 1706 y 1707.

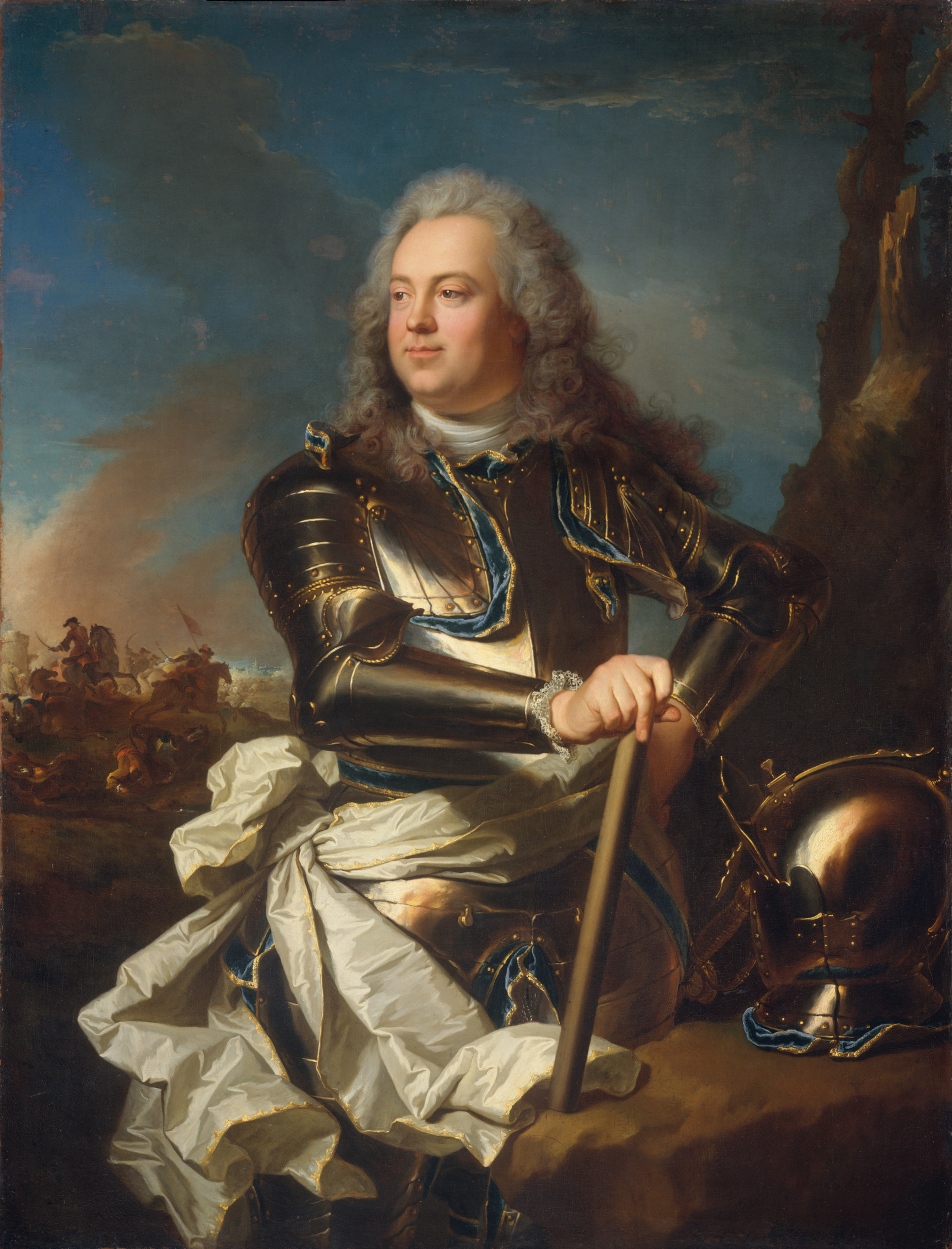
El conde de Evreux de Hyacinthe Rigaud

Destacado en la historia de la arquitectura clásica francesa, se destaca de otros hoteles de la plaza porque reúne dos modelos de planificación urbana a menudo contradictorios: la de la Place Royale, uniforme y regida por un plan urbanístico común, y la de la mansión privada entre el patio y el jardín.
Sin embargo, los cónyuges no aprovecharon la residencia, ya que el Conde de Évreux no la encontró, a la larga, poco especial para él. Aprovechando los dos millones de libras que aportaba la dote de su mujer, a la que despidió sin demora, hizo construir, entre 1718 y 1722, un gran hotel en la rue du Faubourg-Saint-Honoré.

Cour de l'hôtel d'Évreux
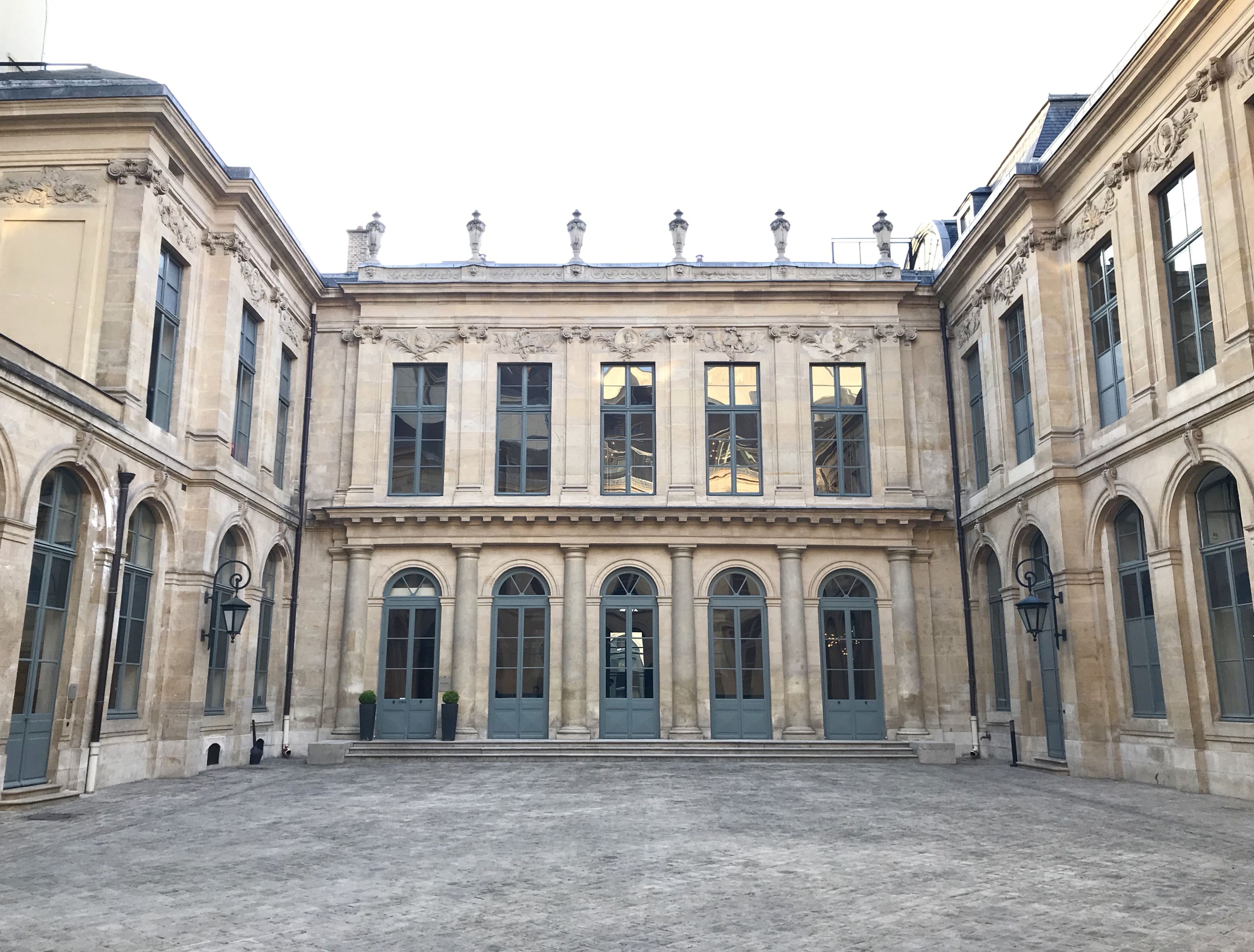
Edificio principal en el patio
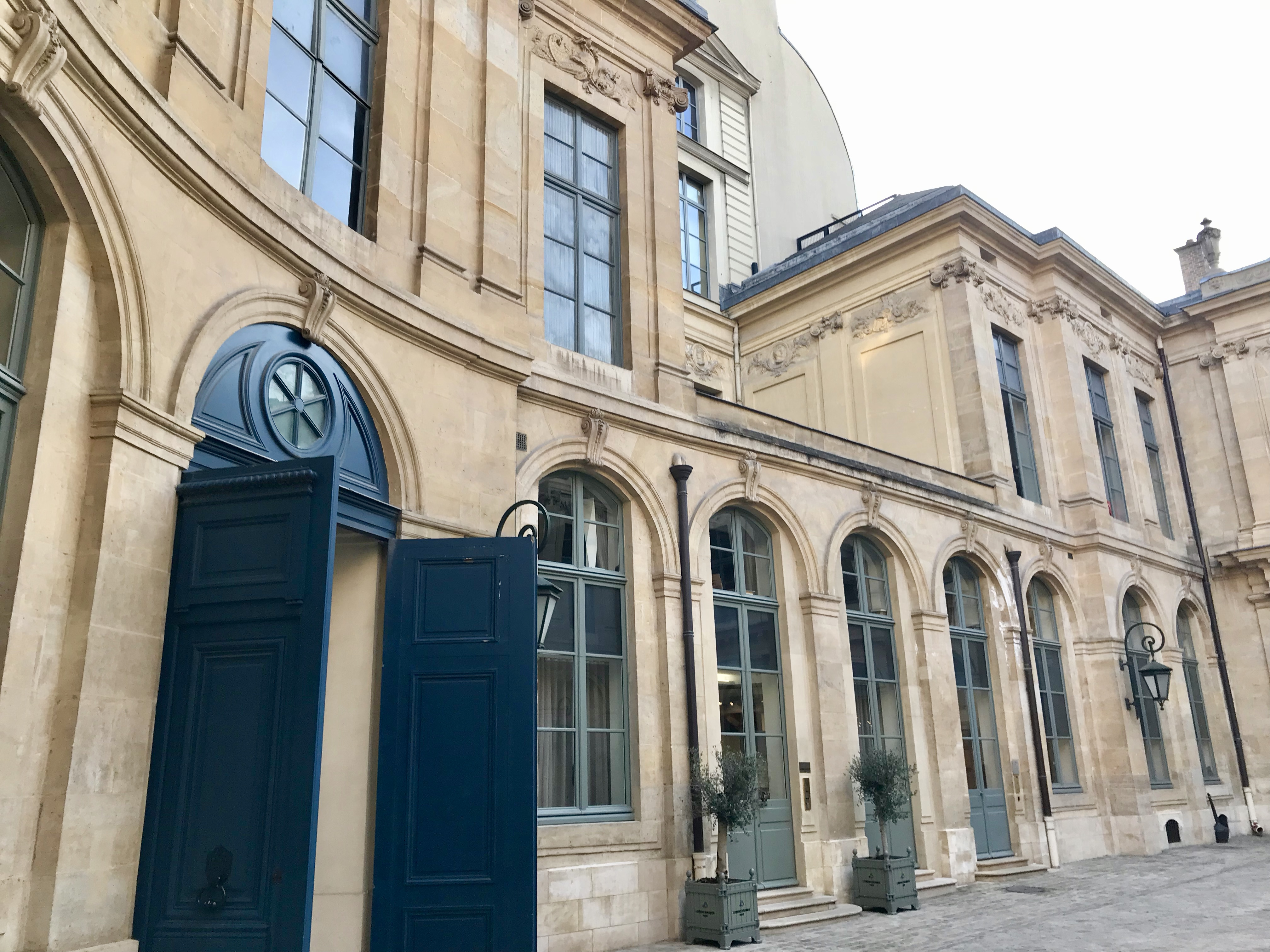
Puerta de entrada, en la Place Vendôme, y ala sur
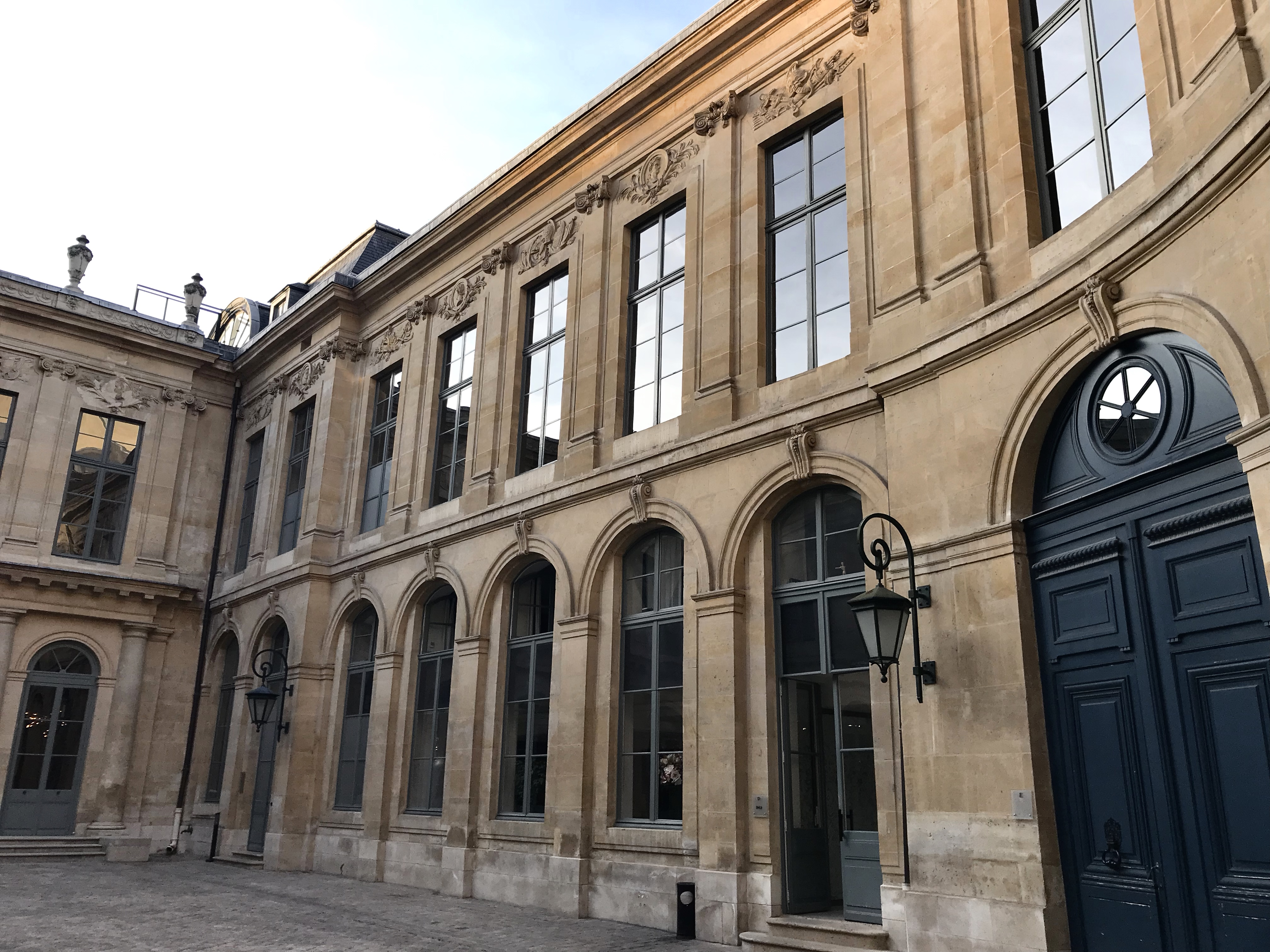
ala norte
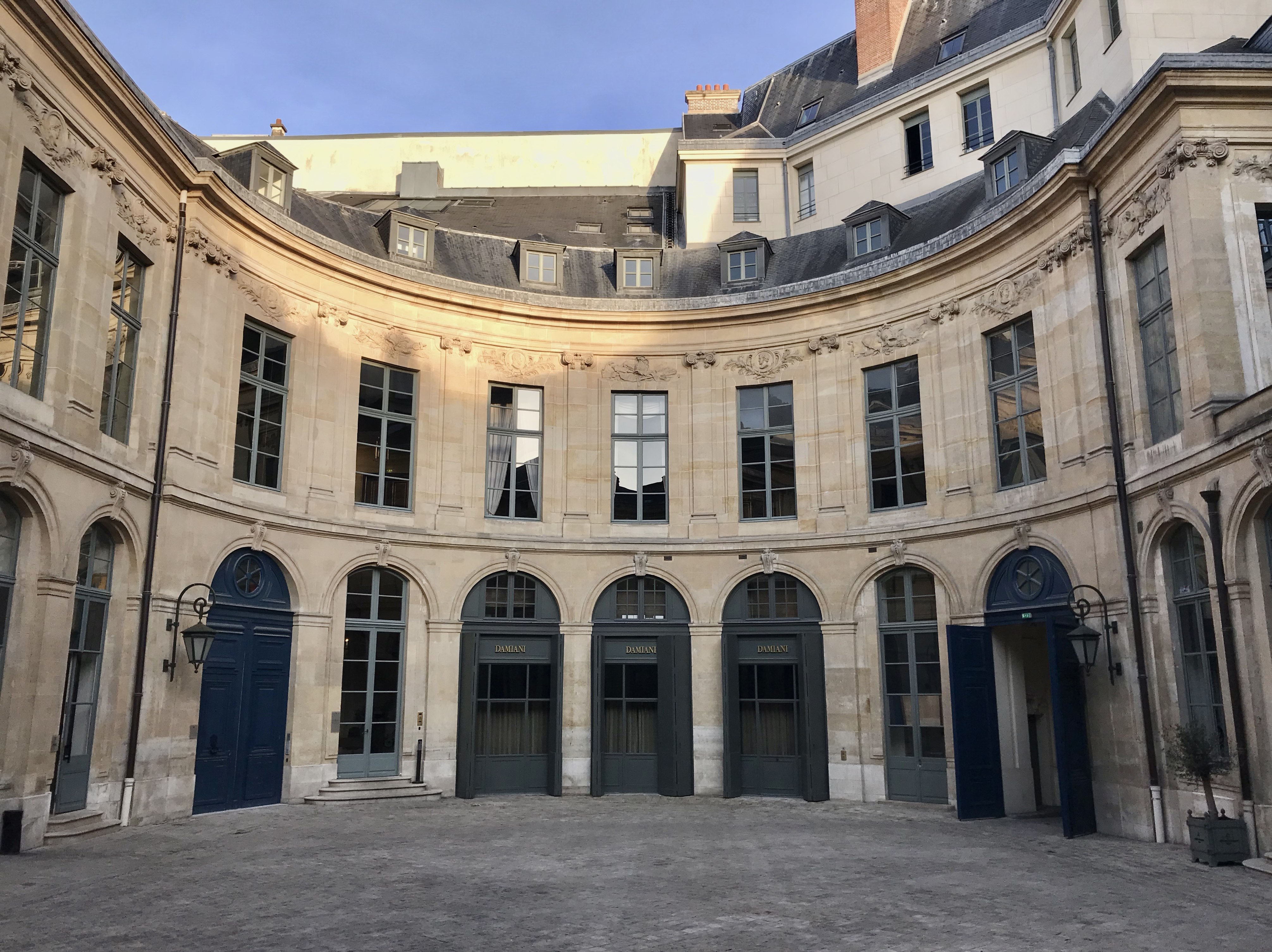
Cuerpo circular, con vistas a la Place Vendôme.
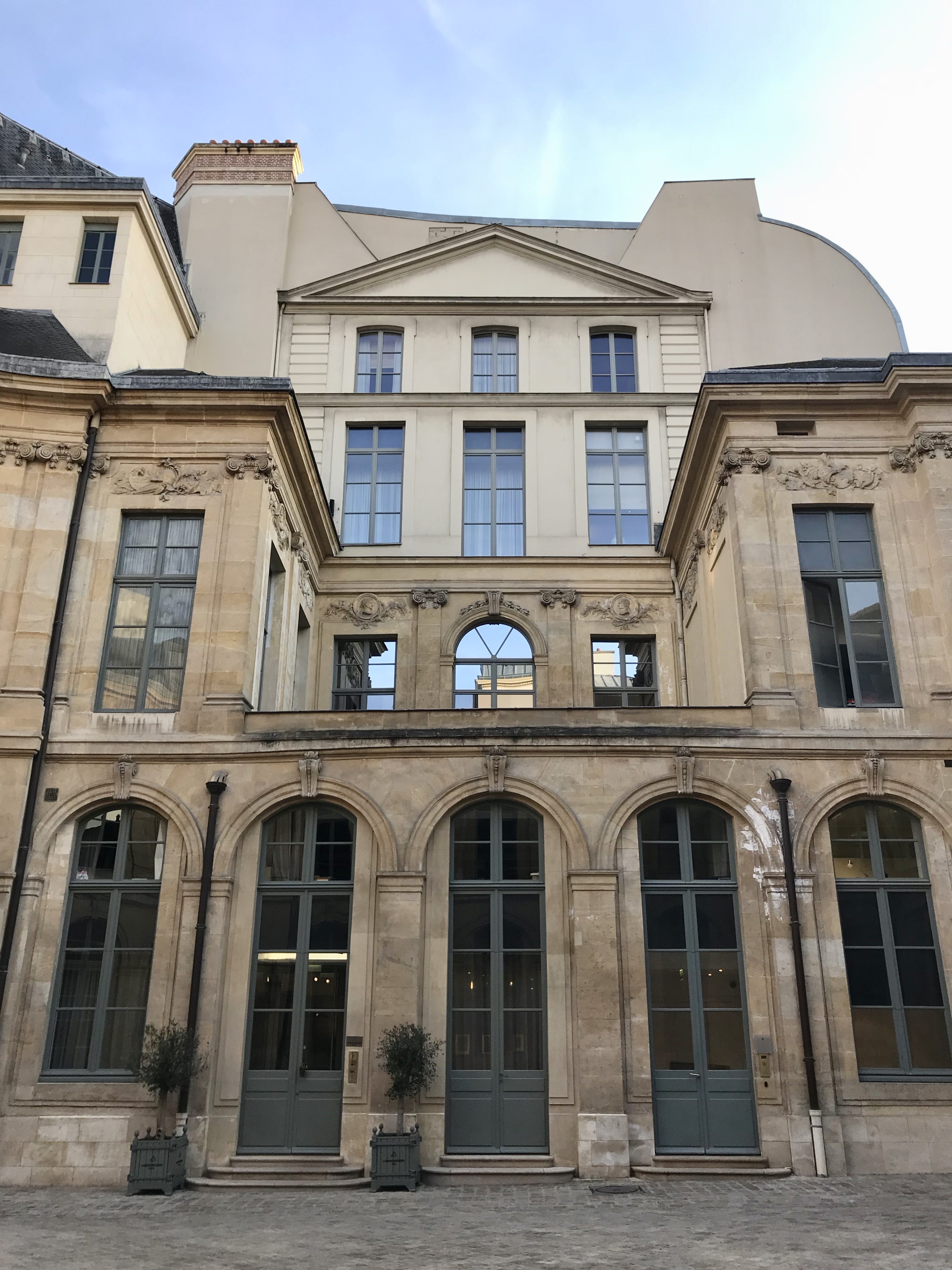
Fachada de comunicación con el Hotel de Crozat, contiguo.
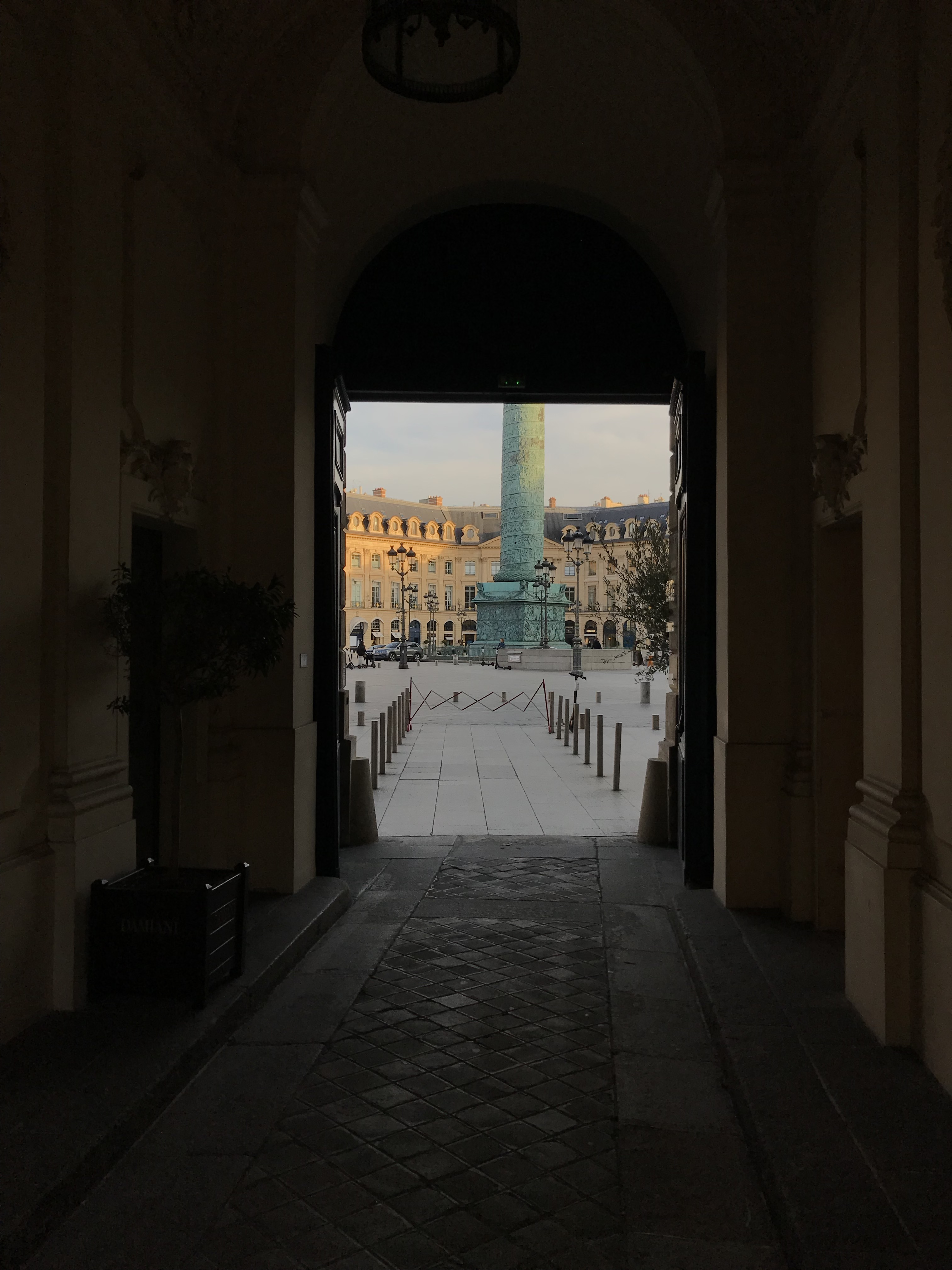
La plaza y la columna Vendôme de la entrada desde el patio del Hôtel d'Évreux, mostrando el corte de la plaza.

En 1738, volvió a Louis-Antoine Crozat, hijo de Antoine Crozat, luego fue alquilado en 1745 al Mariscal d'Estrées, antes de ser remodelado entre 1747 y 1749 por el arquitecto Pierre Contant d'Ivry, que añade una gran escalera de honor. Crozat luego lo cede a su hija, en el momento de su matrimonio con el duque de Broglie.
En 1787, fue vendido a un banquero, Louis Pourrat, luego a Joseph Durant en 1809 y luego sirvió como residencia del Presidente de la Cámara de Diputados, hasta 1862. Fue adquirido por Crédit Foncier de France en 1896, al igual que los hoteles contiguos, Castanier y des Vieux.
En 2003, el histórico complejo Crédit Foncier de France fue adquirido por el Emir de Catar por 230 millones de euros y completamente restaurado en 2009.
Ahora está ocupado por las oficinas de París del bufete de abogados White & Case, así como las áreas de recepción de la empresa de catering Potel et Chabot.

Étapes de construction de l'hôtel d'Évreux
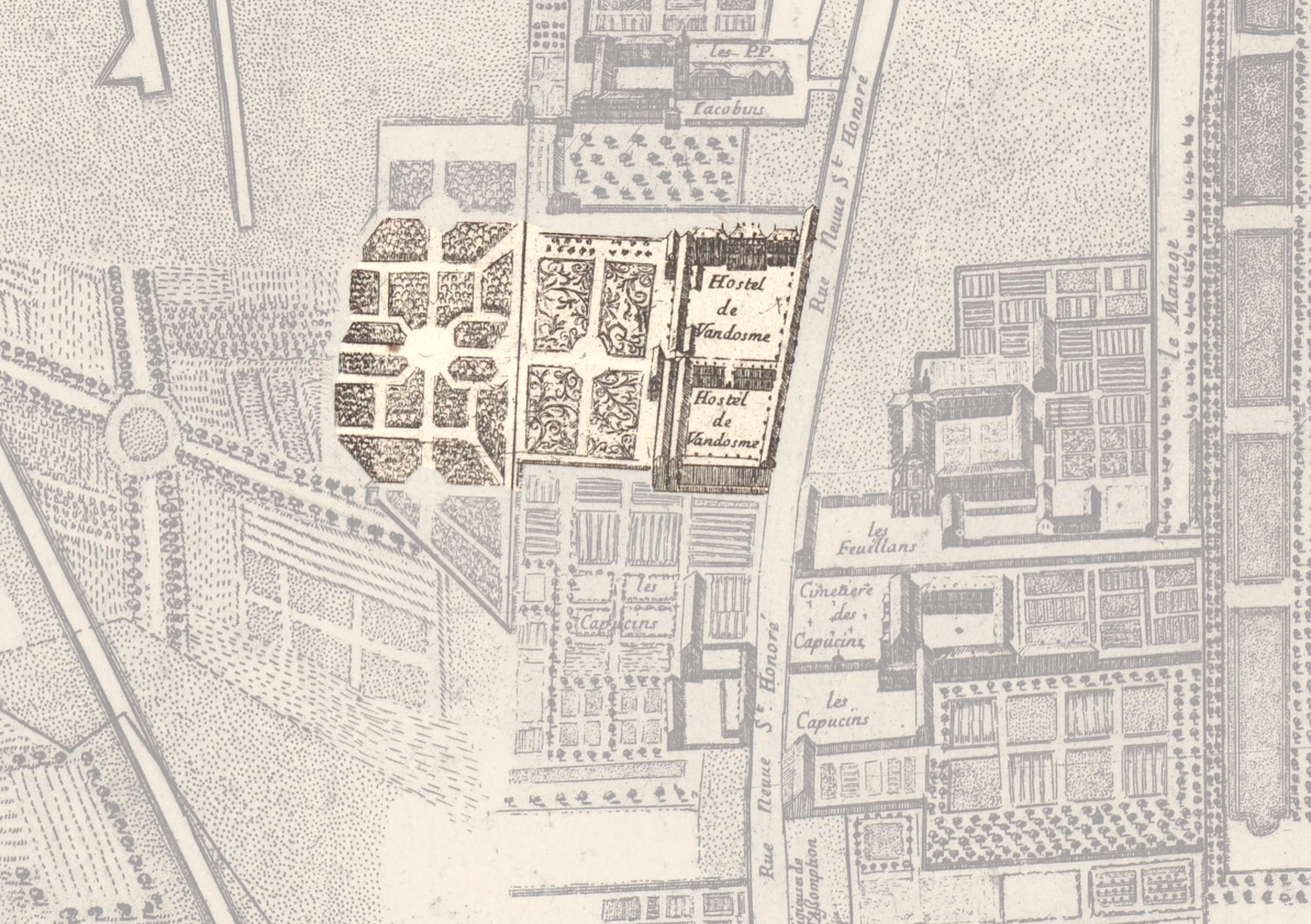
Espacio elegido para la Place Louis-le-Grand en 1676, antes de su construcción. Está ocupado principalmente por el Hotel de Vendôme, que informalmente dio su nombre a la plaza, posteriormente será destruido. Mapa de París de François Blondel y Pierre Bullet (el arquitecto del Hôtel d'Évreux), 1676. El norte está a la izquierda.
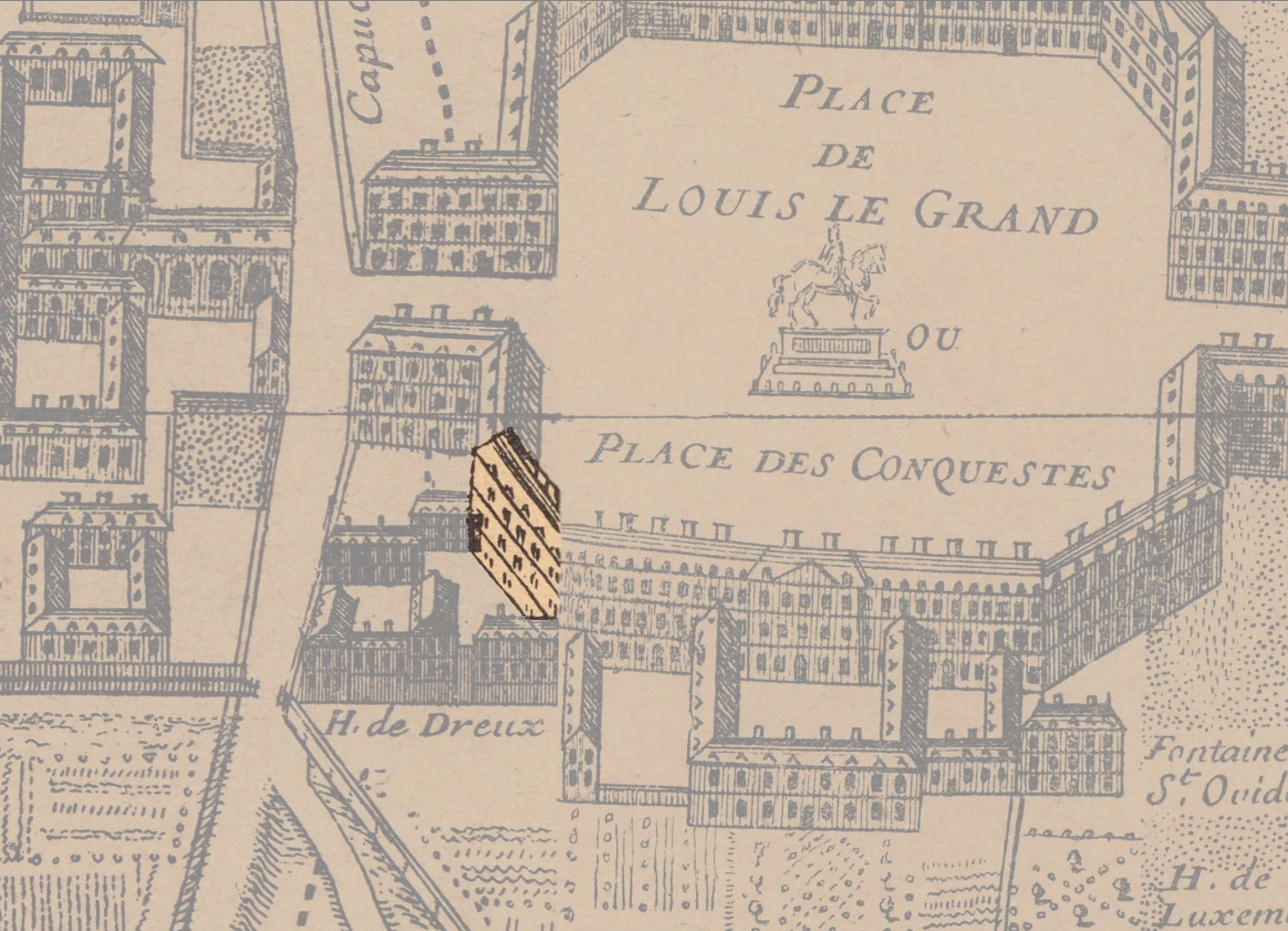
Situación de la fachada de la esquina noroeste de la plaza Louis-le-Grand, en 1710, pocos años después de su construcción. La fachada está sola, incompleta y deshabitada. El Hôtel de Dreux ocupa parte del terreno comprado en 1706 por Antoine Crozat. Mapa de París de François Blondel y Pierre Bullet, reeditado y actualizado por Jean Baptise Michel Jaillot en 1710. El norte está a la izquierda.
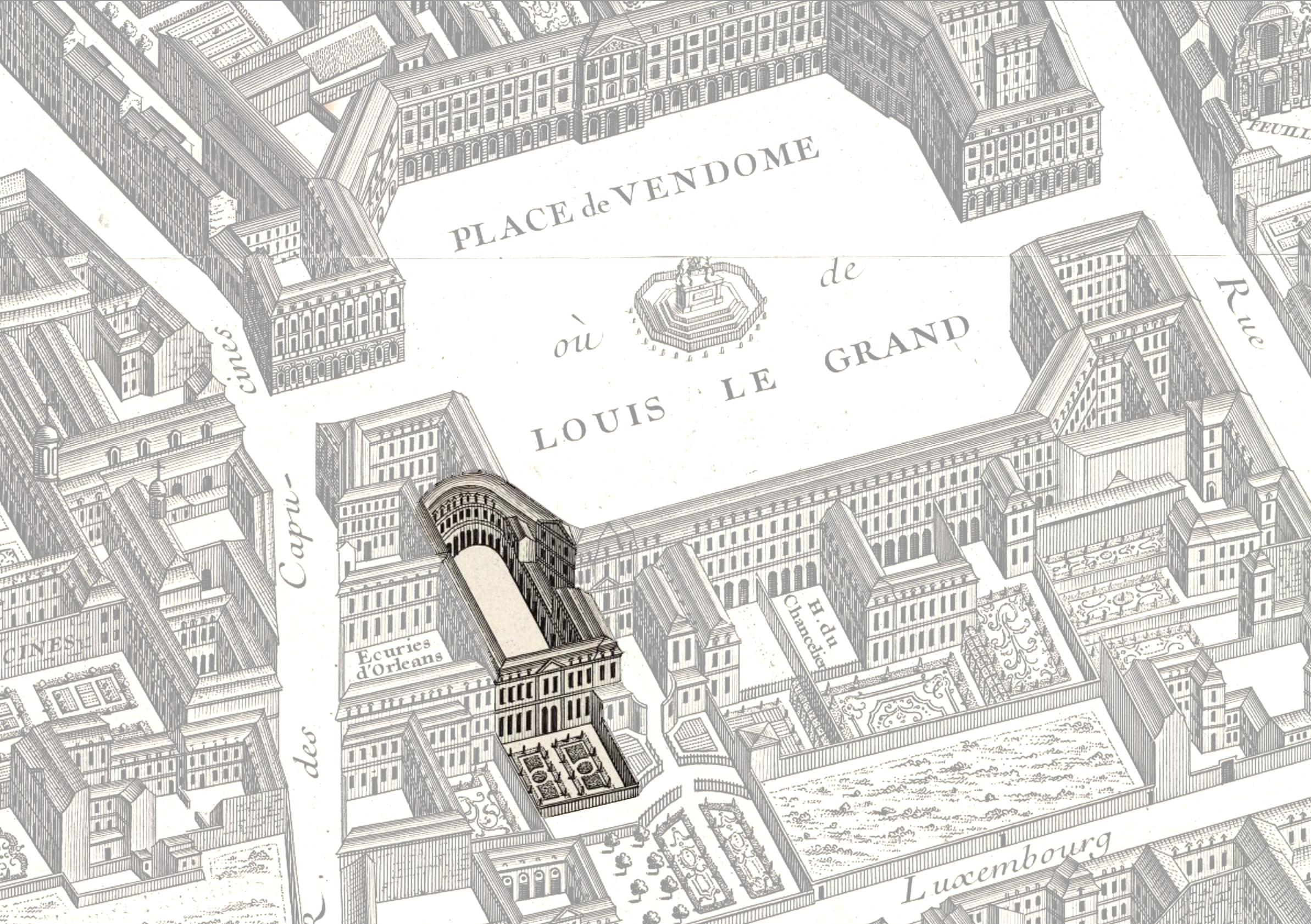
Ubicación del Hôtel d'Évreux en la Place Vendôme, en el mapa de Turgot (1734-1737). El norte está a la izquierda.

## Protección
Las fachadas y los techos que dan a la Place Vendôme fueron clasificados como monumentos históricos en 1930 y varios salones de interior se enumeran en 1957.